# Myles Pollard

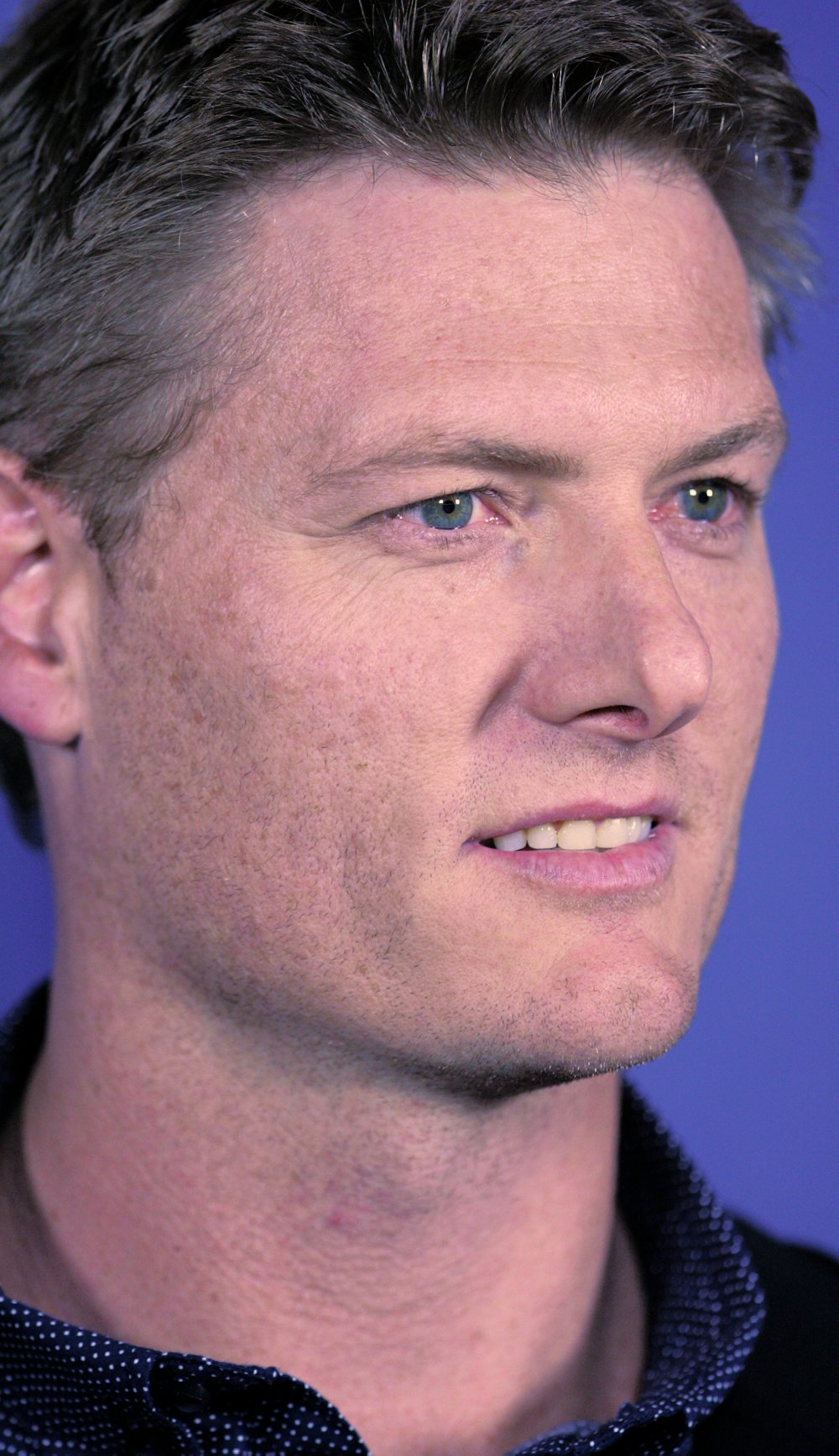
Myles Pollard (2013)

Myles Pollard (* 4. November 1972 in Perth, Australien) ist ein australischer Schauspieler.

## Leben
Nach seinem High-School-Abschluss begann er ein Studium der Kommunikationswissenschaften und schloss dieses erfolgreich ab. Danach entschied er sich jedoch, Schauspieler zu werden, und begann ein dreijähriges Studium am National Institute of Dramatic Art.
Bei kleinen Rollen im australischen Fernsehen und einer Tournee mit einer Shakespeare-Schauspieltruppe sammelte er erste Erfahrungen, bevor er 2001 die männliche Hauptrolle des Nick Ryan in der australischen Erfolgsserie McLeods Töchter erhielt.
2003 wurde Myles Pollard für seine Rolle in McLeods Töchter für einen Logie Award (Silver Logie) nominiert.
Ende Oktober 2006 heiratete er seine langjährige Freundin Brigitta Wuthe.
Ende 2007 bekam er mit seiner Frau einen Sohn.

## Filmografie (Auswahl)
- 1997: The Tower (Fernsehfilm)
- 1999: All Saints (Fernsehserie)
- 1999: Water Rats – Die Hafencops (Water Rats, Fernsehserie)
- 1999: Wildside (Fernsehserie)
- 2001: Invincible – Die Liga der Unbesiegbaren (Invincible)
- 2001–2006: McLeods Töchter (McLeod’s Daughters, Fernsehserie, 123 Folgen)
- 2007, 2015: Home and Away (Seifenoper)
- 2008: Die Chaosfamilie (Packed to the Rafters, Fernsehserie, Folge 1x12)
- 2008: Double Trouble (Fernsehserie, 13 Folgen)
- 2008: Four (Kurzfilm)
- 2009: Underbelly: A Tale of Two Cities (Fernsehserie, 2 Folgen)
- 2009: X-Men Origins: Wolverine
- 2009: East West 101 (Fernsehserie, Folge 2x01)
- 2010: Tucker and Dale vs Evil
- 2010: Rescue: Special Ops (Fernsehserie, 4 Folgen)
- 2011: Sea Patrol (Fernsehserie, 2 Folgen)
- 2012: Thirst
- 2013: Drift – Besiege die Welle (Drift)
- 2013: The Turning
- 2013: Foreshadow
- 2015: Looking for Grace
- 2018: The Gateway
- 2019: Danger Close – Die Schlacht von Long Tan (Danger Close: The Battle of Long Tan)
- 2020: Mystery Road – Verschwunden im Outback (Mystery Road, Fernsehserie, Folge 2x02)